# 钻石宫

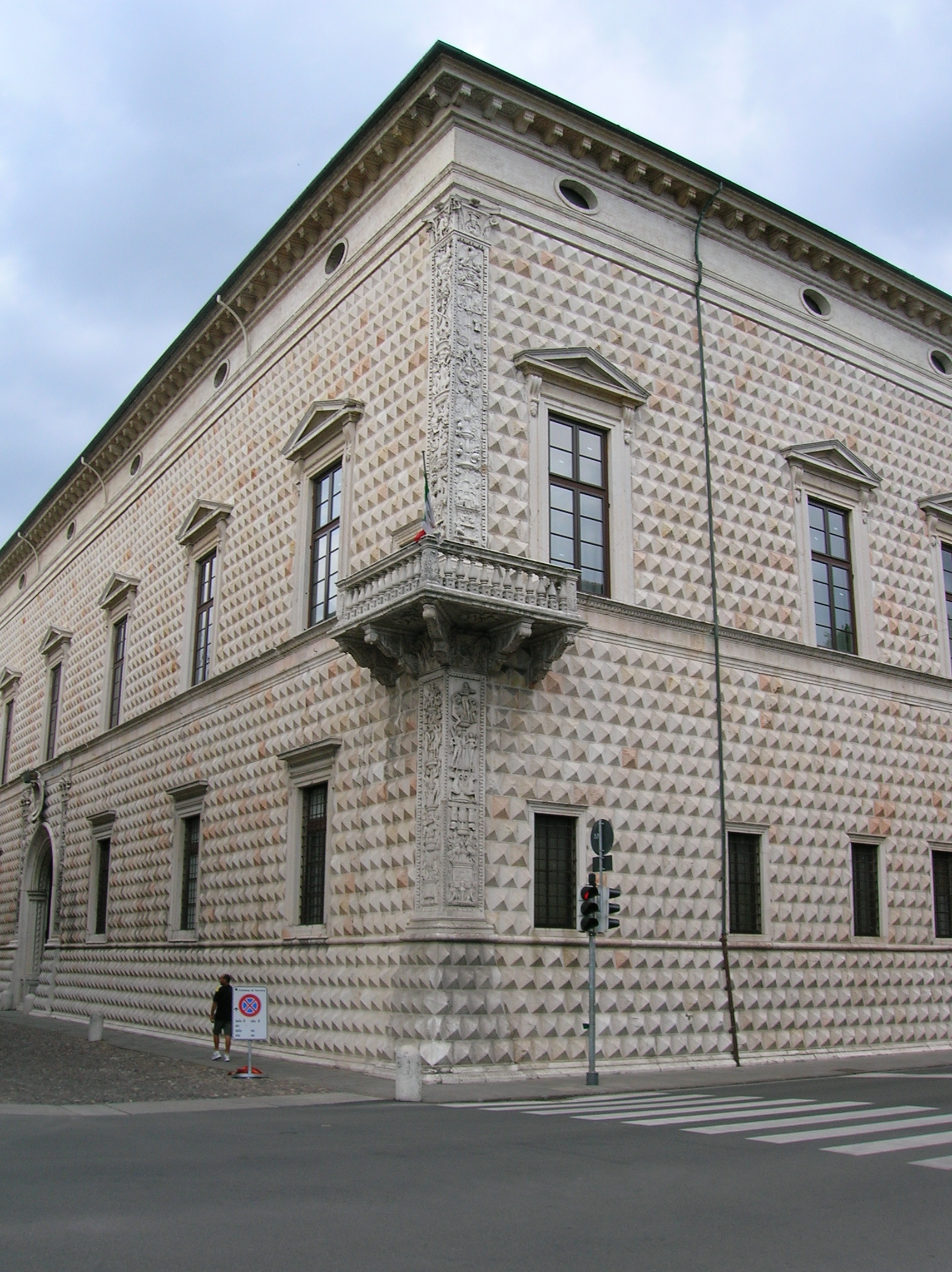
钻石宫

钻石宫（Palazzo dei Diamanti）位于意大利北部城市费拉拉Corso Ercole I d'Este 21号，为意大利最著名的宫殿之一，以及欧洲文艺复兴建筑中最具影响力的例子之一。

## 历史
钻石宫为1492年埃斯特公爵的弟弟西吉斯蒙多·埃斯特委托比亚焦·罗塞蒂设计，建于1493-1503年，用作埃斯特家族的住宅。1832年被费拉拉市收购，安置国家美术馆和大学。

## 建筑
该建筑最显着的特点是外墙的8500块白色（带粉色纹路）的大理石雕刻，代表钻石，因此得名。它们最大限度地将光反射离开建筑物，创造出独特的视觉效果。

## 费拉拉国家美术馆
宫殿的主层设有费拉拉国家美术馆。